# يولاندا مونتيس
يولاندا مونتيس (بالإسبانية: Yolanda Montes)‏ هي راقصة ورسامة وكاتِبة وممثلة مكسيكية، ولدت في 3 يناير 1932 في سبوكين في الولايات المتحدة.

## أعمال

### أفلام
- اقتلني لأنني أموت!

## وصلات خارجية
- يولاندا مونتيس على موقع IMDb (الإنجليزية)
- يولاندا مونتيس على موقع قاعدة بيانات الفيلم (الإنجليزية)